# Chalandritsa
Chalandritsa este un oraș în Grecia în Prefectura Ahaia.